# Rhytidodus sogdianus
Rhytidodus sogdianus är en insektsart som beskrevs av Mitjaev 1971. Rhytidodus sogdianus ingår i släktet Rhytidodus och familjen dvärgstritar. Inga underarter finns listade i Catalogue of Life.